# Via Santa Maria a Cubito
Via Santa Maria a Cubito è una strada provinciale ubicata in Campania e lunga circa 30 km con quaranta ponti. Fu progettata e ultimata durante il regno dei Borbone ma inaugurata solo dopo il 1861.

## Storia e descrizione
La strada inizia nella zona di Capodimonte all'incrocio con "via Miano", prosegue attraversando il quartiere Chiaiano e i territori di Marano di Napoli, Qualiano, Giugliano in Campania, Villa Literno e Cancello ed Arnone fino ad arrivare a Carinola in località Cappella Reale.
La denominazione della strada sarebbe stata ispirata dal nome di una chiesetta edificata nel XIV secolo situata in territorio di Villa Literno a confine con quello di Giugliano in C.. Il nome di Santa Maria a Cubito è strettamente correlato ad un episodio che sarebbe accaduto durante una battuta reale di caccia che si svolgeva in quella zona. Il sovrano di Napoli, Carlo II d'Angiò, appena apprese la  notizia dell'avvenuta canonizzazione di suo zio, Luigi IX di Francia (detto San Ludovico), scese da cavallo, si inginocchiò e baciò la terra, quindi il significato del termine A Cubito (Cubavit Se) deriva da inginocchiato o prostrato a terra.
Secondo lo storico Agostino Basile, la Cappella un tempo si trovava nel distretto giuglianese: “poiché la strada divisoria della giurisdizione di Giugliano, e di Vico, che oggi è davanti a detta Cappella, prima era dalla parte di dietro”. Tale edificio presenta una pianta rettangolare ad unica navata.
All'inizio di questa opera stradale, nella zona di Capodimonte (all’incrocio con via Miano), fu posta una lapide che riporta la seguente scritta:
| Trascrizione del testo originale |
| --- |
| VIAM HEINC AD MONTEM USQUE DRAGONIS PAR MILLE PASS - XXV CUM TRIENTE ET AD CASCANUM APUD SUESSAM PER XXX PASSUUM MILLIA STRATAM ABSOLUTAMQUE ANNO MDCCCLXI VIATOR VIDES QUAE PONTIBUS ARCUATIS XXXX INTERIECTIS COMMODO PUB INSIGNI VIAS VIII COMMUNES APTE SECAT PARS OPERIS COSPICUA AQUAR COERCITIONES ALVEI INFER - VOLTURNI QUAE SUBIECTI ANTE AEQUORA CAMPI LATE PESSUM DABANT |
| Traduzione |
| Questa strada che va da Capodimonte fino a Mondragone, per una lunghezza di circa 25 miglia, raggiunge la località di Cascano, presso la città di Sessa Aurunca. Per 30 miglia è una strada perfettamente completa e lastricata, è stata completata nell’anno 1861. Caro viandante, osserva che furono edificati 40 ponti ad arco, posti ad intervalli per adattare il territorio attraversato e per farne un percorso di utilizzo pubblico, sono stati uniti otto Comuni, attraversandoli utilmente per un considerevole tratto. Sono state incanalate le acque del tratto inferiore del fiume Volturno, trasformando quei terreni acquitrinosi in una fertile pianura. |